# Hirsch Glick
Pour les articles homonymes, voir Glick.
Œuvres principales
Zog Nit Keynmol
Hirsch Glick était un poète et partisan juif de Lituanie (Vilnius, 1922 - Estonie, 1944), principalement connu pour son Partizaner Lied (« Chant des partisans ») composé en réaction à l’insurrection du ghetto de Varsovie.

## Éléments biographiques

### Jeunes années
Hirsch (Herschke) Glick naît en 1922 à Snipishok (Šnipiškės), un faubourg de Vilnius, dans une famille pauvre, qui parvient cependant à assurer à ses cinq enfants une éducation à la fois traditionnelle et profane. Hirsch Glick étudie à l'école Beit Yehouda du réseau d'éducation sioniste Tarbout, où il se montre assez brillant. Il est contraint d'abandonner ses études en 1938 afin de subvenir aux besoins, travaillant pour un relieur de livres et dans une usine de papiers. Parallèlement, il est très actif au sein de l’Hachomer Hatzaïr.
Hirsch Glick compose à l'âge de 13 ans ses premiers poèmes en hébreu, qui paraissent dans la presse juive locale, puis, sous l'influence du Yung Vilna (« Jeune Vilna »), un groupe de jeunes poètes et dessinateurs juifs, en yiddish, sa langue natale. Yung Vilna deviendra, sous l'influence de Leizer Wolf, le groupe plus important de Yung Vald (« Jeune Forêt »), dont Hirsch Glick est le poète le plus éminent. Il publie ses chansons dans le journal du groupe (également intitulé Yung Vald), puis, après l'invasion bolchevique de Vilnius, en 1940, dans Vilner Emes (« La vérité de Vilna »), une antenne locale de la Pravda et dans Die neie Bleter, qui paraissait à Kovno.

### Pendant la guerre
Pendant la Seconde Guerre mondiale, après l'opération Barbarossa (attaque de l'armée du Troisième Reich sur l'Union soviétique en 1941), Hirsch Glick est déporté avec son père dans le camp de travail de Baltoji Vokė, puis à Rzeza. Bien qu'affaibli physiquement, il continue à produire des poèmes emplis d'espoir, qui réconfortent ses codétenus. Il envoie ses poèmes à ses amis du ghetto de Vilnius, où ils sont publiés dans les périodiques locaux, et remportent même des concours.
En 1943, lorsque le camp de Rzeza est liquidé, du fait de ses liens avec les partisans, Glick est transféré au ghetto, prenant part à sa vie culturelle, mais aussi à la lutte clandestine, aux côtés de la Fareynikte Partizaner Organizatsye (« Organisation unifiée des partisans »). Hirsch Glick participe à des sabotages et prépare un soulèvement du ghetto. En 1943, quand la nouvelle de l'insurrection du ghetto de Varsovie est connue des Juifs de Vilnius, Hirsch Glick écrit le chant des partisans juifs dans le ghetto de Vilnius. Ce chant héroïque sonne comme un acte de foi en la survie des Juifs et leur victoire finale. Il exalte la lutte des Juifs contre les nazis. Il reprend une mélodie écrite pour un film soviétique en 1938  par Daniel et Dmitri Pokrass. Ce chant est immédiatement adopté comme hymne des résistants du ghetto de Vilnius. Il est repris dans d'autres ghettos.
Hirsch Glick écrit aussi Shtil, di nakht iz oysgeshternt, à la gloire de la résistante Vitka Kempner (future épouse d'Abba Kovner) qui avec deux autres partisans a attaqué avec succès un convoi transportant deux cents soldats allemands. Début septembre 1943, réalisant que les Allemands allaient détruire le ghetto, les membres de la résistance attaquent les soldats, entrés dans le ghetto pour commencer les déportations. Alors que le Judenrat accepte de coopérer avec les nazis dans l'espoir de limiter les pertes, la FPO (Fareynikte Partizaner Organizatsye) décide de fuir dans les forêts voisines pour continuer la lutte.
Hirsch Glick tente de rejoindre avec ceux-ci les partisans de la forêt lorsque le ghetto est liquidé, en octobre 1943, mais son unité est capturée par la Gestapo et déportée au camp de concentration de Goldpilz, en Estonie.
Il continue, au cours de sa captivité, à composer des chants et des poèmes. En juillet 1944, alors que l'armée soviétique approche, Hirsch Glick s'échappe, et l'on perd sa trace. Il a probablement tenté de continuer la lutte contre l'armée allemande aux côtés des partisans, avant d'être capturé et exécuté par les Allemands, en août 1944.

## Œuvre
Des poèmes composés par Hirsch Glick dans les camps de travail, on ne connaît souvent plus que le nom de certains, parmi lesquels In Guehinnom bei Leningrad (« En Enfer, près de Leningrad »). Les chants qui ont pu être préservés ont été traduits en hébreu et imprimés dans le journal Die Goldene Keit (vol. 4, Tel Aviv 1949 & vol. 15, Tel Aviv 1953). Parmi ceux-ci, Habalada al hateiatron ha'houm (« La balade sur le théâtre brun »), où il décrit la souffrance des Juifs dans la prison de Lukishko (avant d'être exécutés lors du massacre de Ponary), Baladat Hatifous (« Balade du Typhus »), Has, halaïla mekoukhav (« Silence, la nuit et étoilée »), Yonim levanot (« Colombes blanches »).
Cependant, Hirsch Glick doit surtout sa célébrité à Zog Nit Keynmol (זאג ניט קיין מאל « Ne dis jamais »), plus connue comme le Partizaner Lied (« Chant des partisans »), composé en 1943, inspiré par les nouvelles arrivant du ghetto de Varsovie, qui annonçaient son soulèvement. Après la guerre, il devient un hymne à la mémoire des juifs martyrisés. Dans certaines familles, il est même intégré au Seder de Pessah.

## Postérité
L'œuvre de Hirsch Glick a inspiré de nombreux poètes yiddish, parmi lesquels Avrom Sutzkever, Shmerke Kaczerginski et surtout Peretz Markish, qui le fait apparaître dans son poème Guerre.
Ses poèmes résolument optimistes et combattifs, sont souvent repris dans les anthologies traitant de la poésie pendant la Shoah et ses chansons sont toujours interprétées par les chanteurs de klezmer.

## Source
- (en) Cet article est partiellement ou en totalité issu de l’article de Wikipédia en anglais intitulé « Hirsh Glick » (voir la liste des auteurs).

- (he) Cet article est partiellement ou en totalité issu de l’article de Wikipédia en hébreu intitulé « הירש גליק » (voir la liste des auteurs).